# Ангел смерті (картина Верне)
«Ангел смерті» — картина французького художника Ораса Верне із зібрання Державного Ермітажу.
Картина ілюструє християнське повір'я про те, що архангел Гавриїл приходить до померлих і забирає їх душі. На картині зображена померла молода дівчина з хрестом на грудях у променях небесного світла та чорний ангел, що підхопив її під руки та збирається її унести; на уліжку внизу журиться молодик. Справа зображена розкрита книга, над нею ікона Богоматері з гілкою, що освітлюється лампадкою. Праворуч внизу підпис художника і дата: H. Vernet 1851.
Сюжет картини ймовірно викликаний особистим горем художника — смертю його дочки Луїзи (1814—1845) і найімовірніше є алегорією на цю трагічну подію. Сам по собі задум картини відноситься до 1841 року — тоді Верне написав етюд олією на картоні розміром 40 × 28 см, який знаходився у колекції Ф. Фрере і 26-27 жовтня 2011 року був виставлений на торги аукціону sotheby's. У готовій картині Верне надав померлій дівчині портретні риси своєї дочки.
У кінці 1850-х картину купив граф М. О. Кушелєв-Безбородько. Після смерті власника картина, як і всі твори із зібрання Кушелєва-Безбородька, за заповітом були передані до Музею Академії мистецтв. Картина увійшла до складу особливої Кушелєвскої галереї, в галерейному каталозі 1868 року значилася під назвою «Жінка, що викрадається смертю» ("Женщина, похищаемая смертью); в 1922 році була передана до Державного Ермітажу. Із кінця 2014 року виставляється в будинку Головного штабу в залі 306.
Луїза Верне була одружена з відомим французьким художником Полем Деларошем, який у 1846 році написав її посмертний портрет, що зберігається в Нанті в Музеї (полотно, олія; 62,2 × 75 см; інвентарний номер 997.3.1.P).

## Галерея

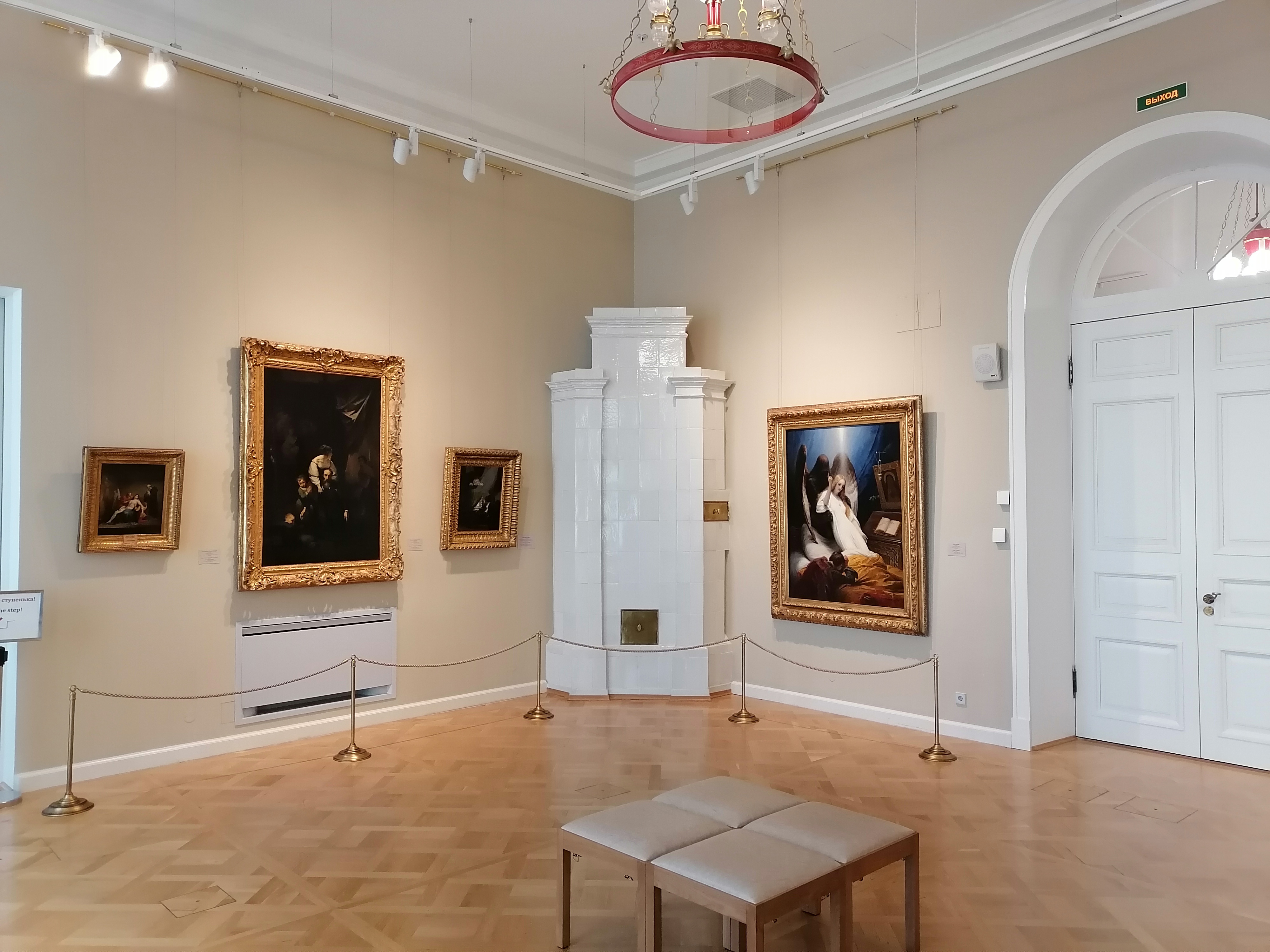
Картина в залі 306 будівлі Головного штабу
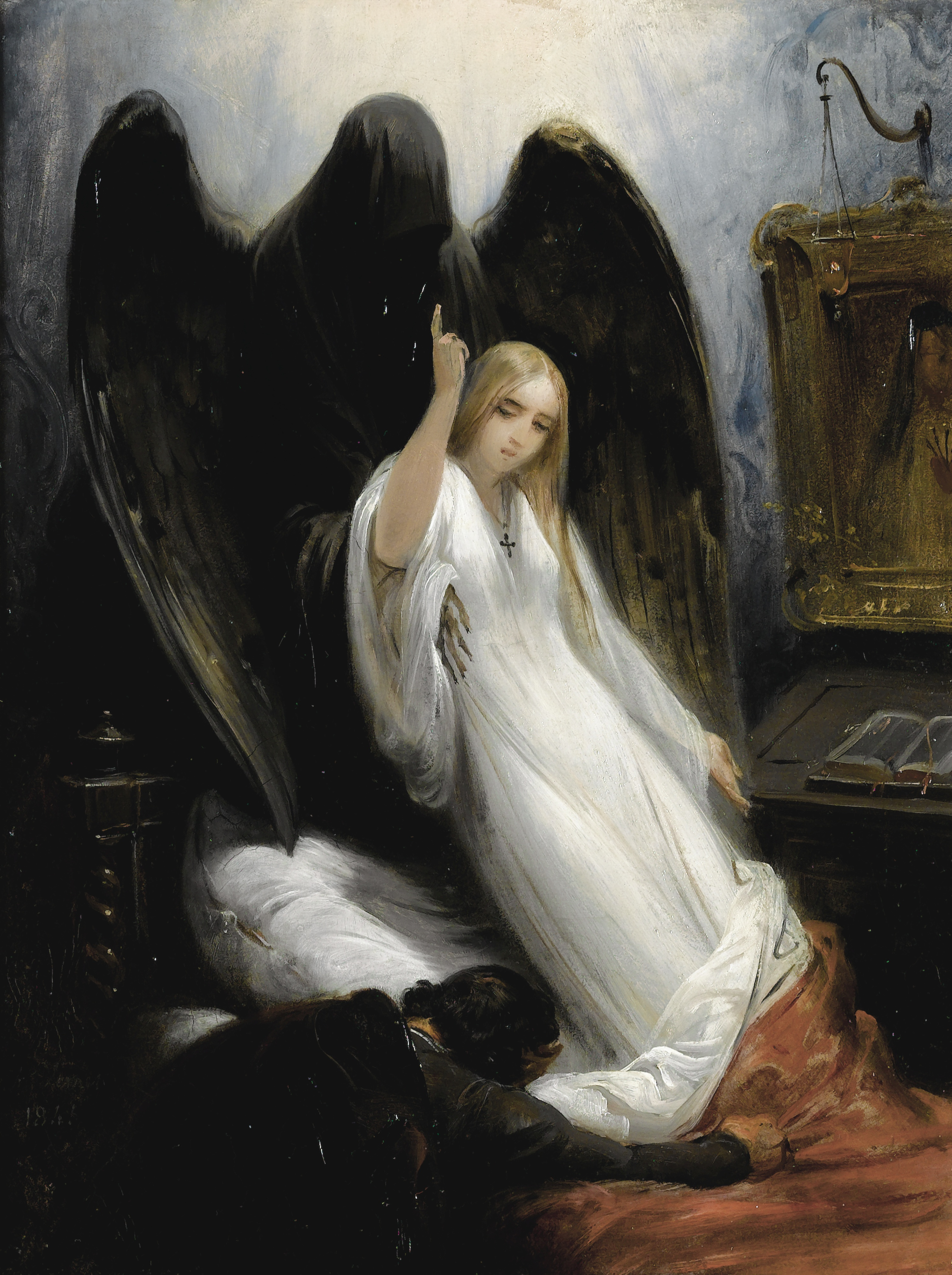
Орас Верне. Етюд до картини «Ангел смерті». 1841. Приватна колекція
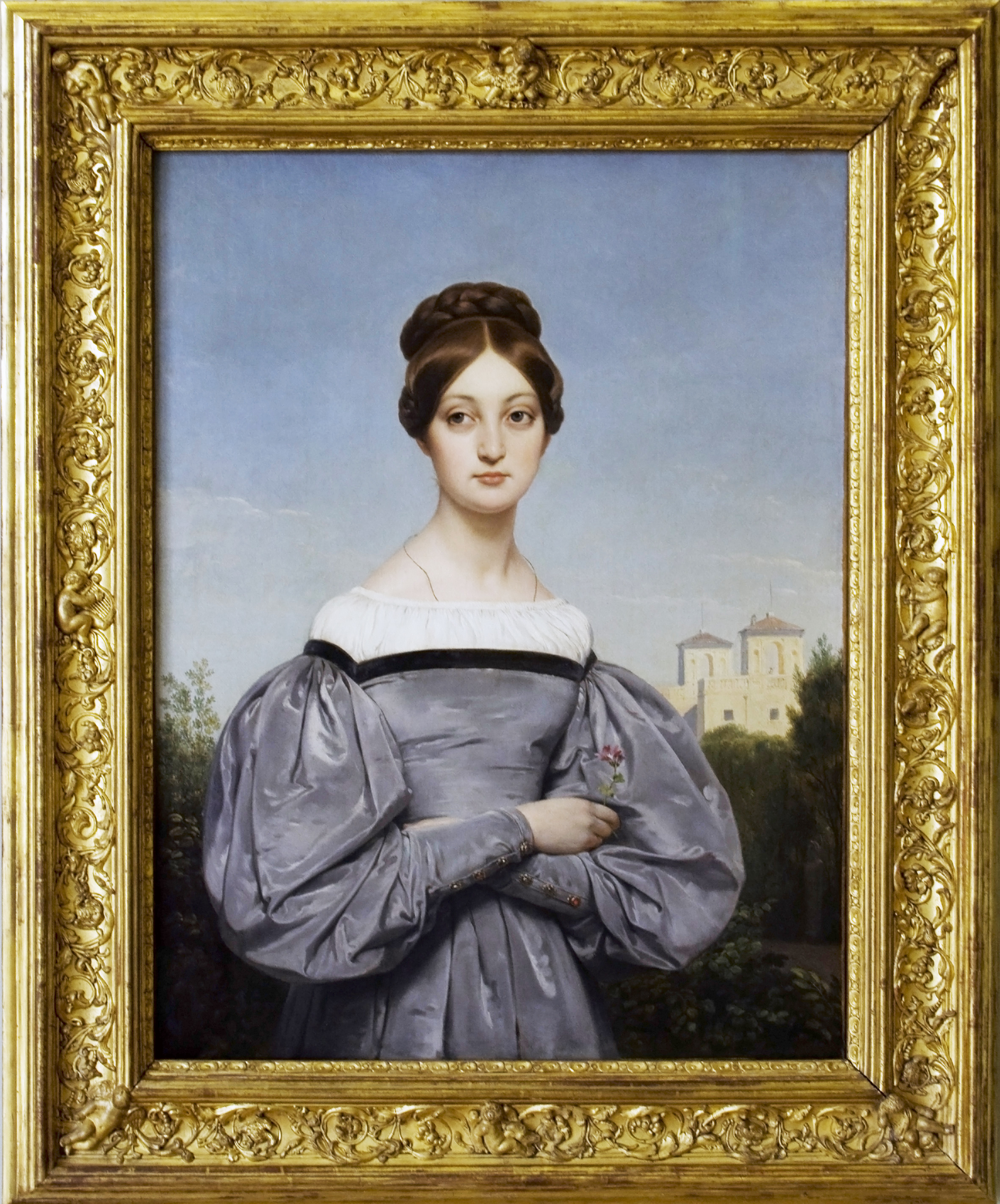
Орас Верне. Портрет дочки художника Луїзи Верне. 1828-1833. Лувр
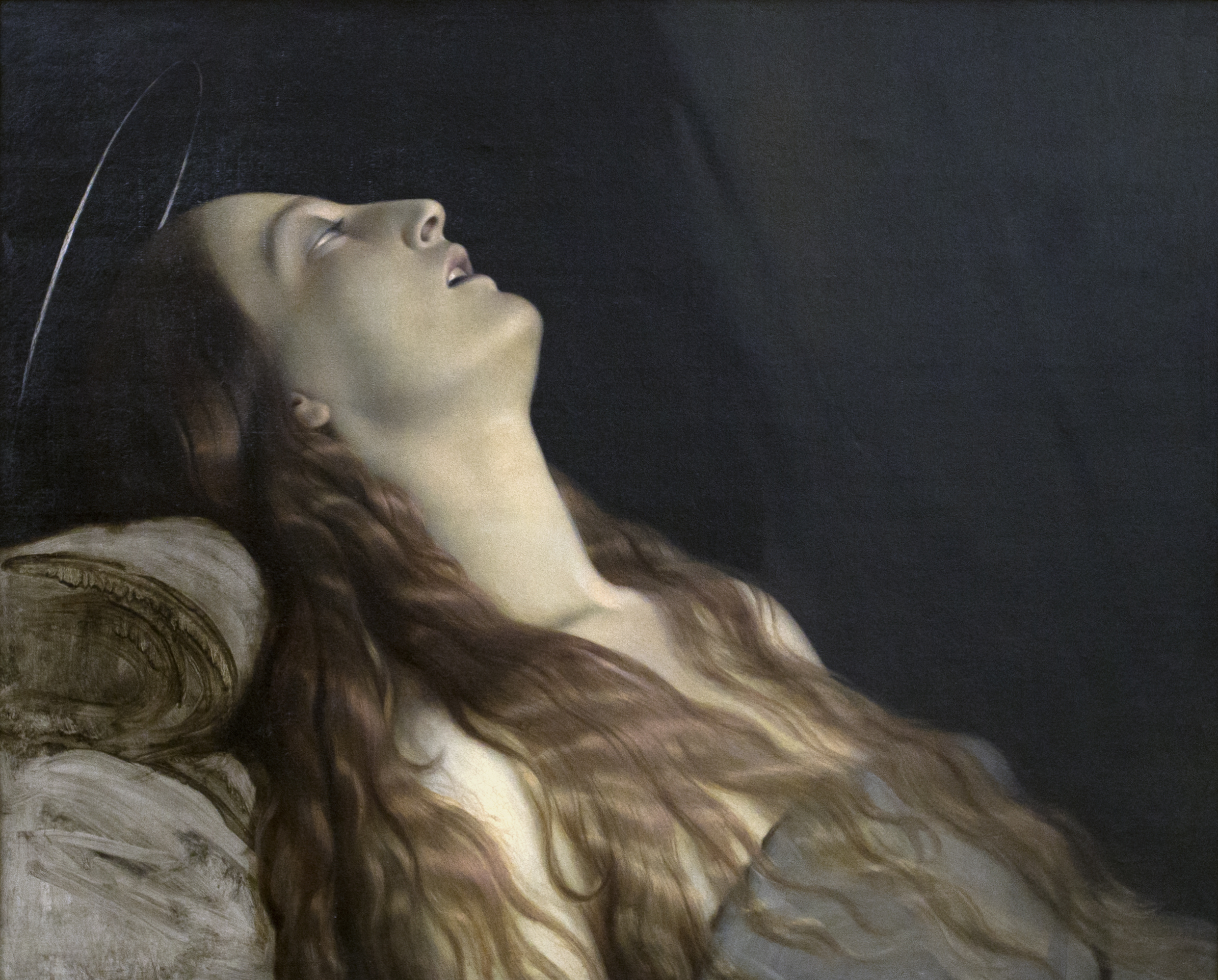
Поль Деларош. Посмертний портрет Луїзи Верне, дружини художника. 1846. Музей витончених мистецтв (Нант).